# Orthogeomys underwoodi
Orthogeomys underwoodi là một loài động vật có vú trong họ Chuột nang, bộ Gặm nhấm. Loài này được Osgood mô tả năm 1931.